# 川越市営初雁公園野球場
川越市営初雁公園野球場（かわごえしえい・はつかりこうえんやきゅうじょう）は、埼玉県川越市の初雁公園内にある野球場。施設は川越市が所有し、川越市都市計画部が管理・運営を行っている。

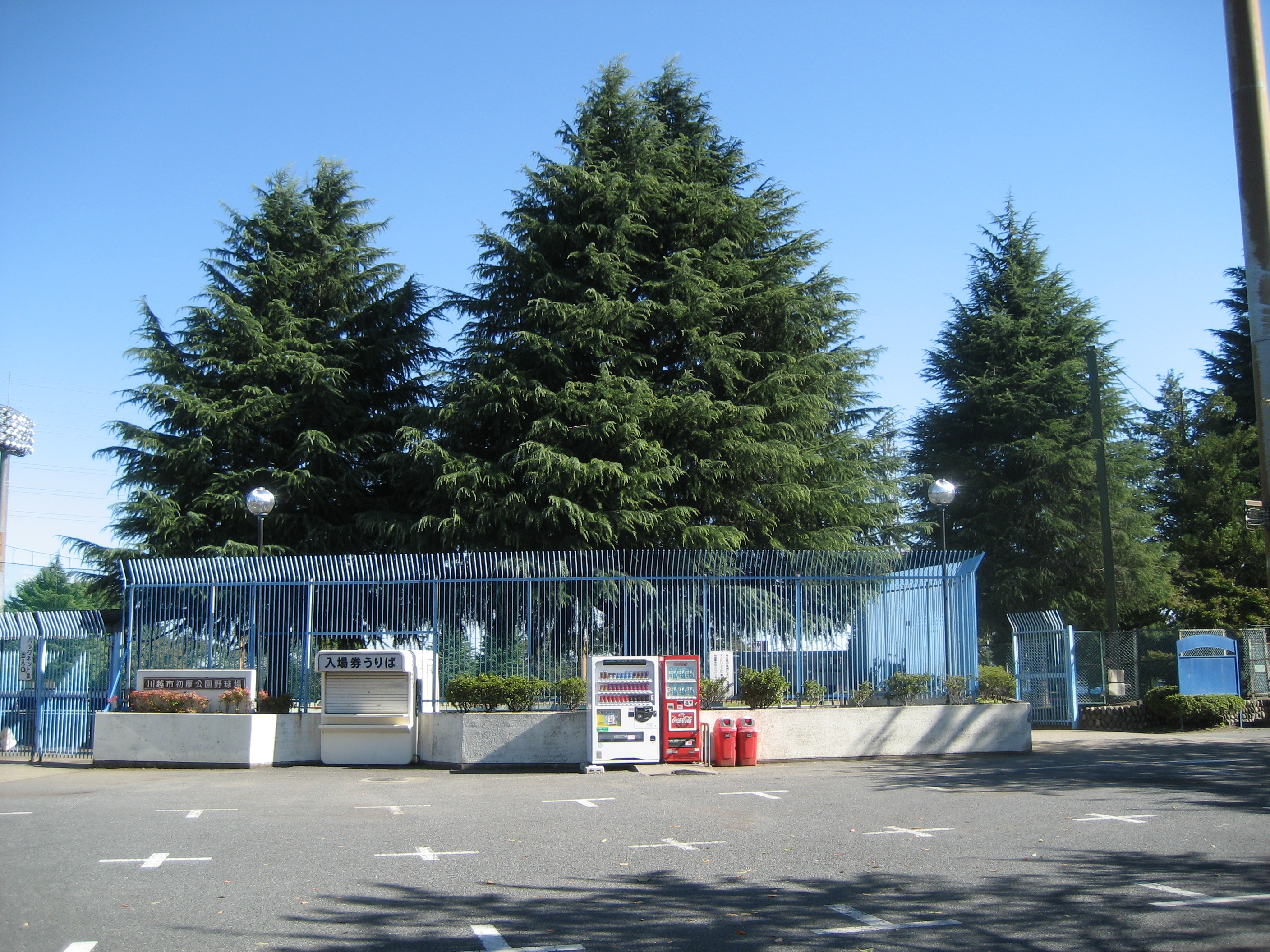
球場入口付近

## 概要
高校野球埼玉大会、草野球、少年野球などに使用されている。
西武新宿線の本川越駅から北東方向に約2kmの初雁公園の中にある。同公園内には、他に市民プールもある。
初雁公園を中心とする一帯は川越城址であり、すぐ西側には川越城本丸御殿がある。野球場は川越城の中でも帯郭や新郭があった付近に位置している。周辺は江戸時代の風情を残す町並みとなっており、近くに市立博物館、市立美術館、国道254号があり、やや離れて川越市役所、市立中央図書館、県立川越高校などがある。
外野の左中間からレフトスタンド裏手にかけて新河岸川が流れており、また三塁側は崖となっている為グラウンドの拡張はほぼ不可能と思われる。
1950年代にはプロ野球の公式戦が行われたことがある。
市は初雁公園を川越城址公園として再整備することを明らかにしており、2019年に策定された初雁公園基本計画において、球場を移転する方針が示された。

## 施設概要
- 内野：クレー、外野：天然芝
- 両翼：91m、中堅：110m
- 照明設備：4基
- スコアボード：電光式（選手名は手動式）
- 収容人員：10,500人（外野席は芝生席）

## 交通
JR川越線/東武東上線・川越駅または西武新宿線・本川越駅から、バス神明町車庫・東松山駅・八幡団地・城西高校行き
札の辻下車徒歩10分 

## その他
おおきく振りかぶって第2期 〜夏の大会編〜　漫画「9巻～10巻」、アニメDVD[2巻～3巻]に収録中、「第3話（3回戦）～第5話（野球やりたい）」、
中に、西浦高校と対戦をする崎玉高校の試合球場として、
作中に登場する球場である。球場や周辺（ラジオ塔など）は、ほぼ現実のものに基づいて描かれている。